# Aérodrome de Château-Thierry - Belleau
L’aérodrome de Château-Thierry - Belleau (code IATA : XCY • code OACI : LFFH) est un aérodrome ouvert à la circulation aérienne publique (CAP), situé à 3 km au nord-ouest de Château-Thierry dans l’Aisne (région Hauts-de-France, France), au lieu-dit le Champ-Cadet.

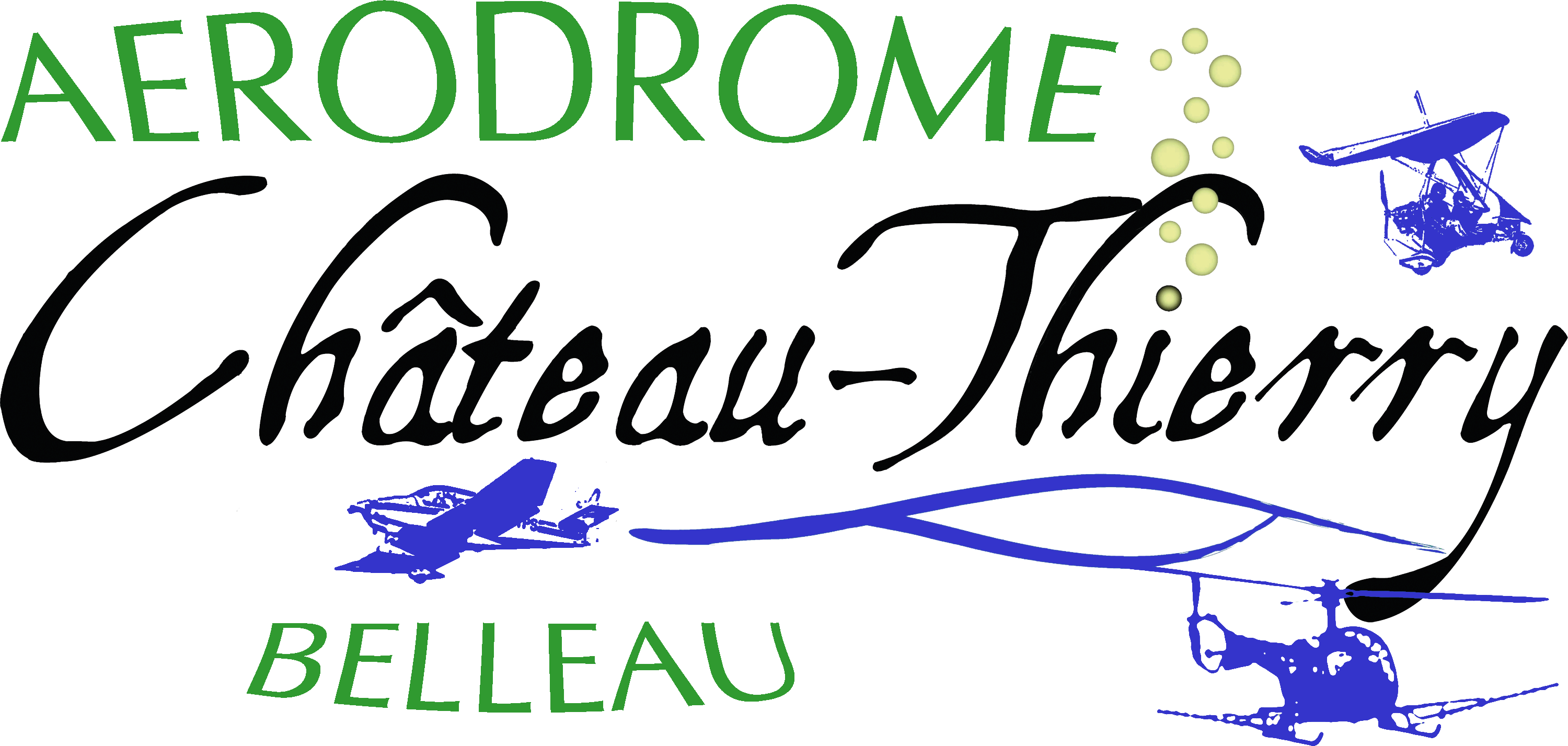

## Histoire
[réf. nécessaire]
Le 23 avril 1933, quelques amis de l’aviation se réunissent pour créer un centre aéronautique à Château-Thierry. Le terrain du Champ Cadet, situé au nord-ouest de la ville, est choisi au cours de la réunion du 19 juin 1933. Un hangar est monté au cours du mois de juin 1934. L’aérodrome est agréé à usage restreint par Arrêté Ministériel du 8 août 1934.
Une première journée de baptêmes de l’air est organisée le 12 août 1934. Le premier meeting aérien a lieu le 23 septembre de la même année. Ce meeting d’inauguration du terrain a rassemblé des pilotes renommés de l’époque : Rossi, Raymond Delmotte, Maryse Bastié, Adrienne Bolland...
Malheureusement, le 24 novembre 1934, un incendie détruit le hangar et les deux appareils qui s’y trouvaient : le Potez du Président Cendre et celui de M. Milcent. Un Hanriot 430 est acheté au mois de janvier 1935, l’école de pilotage est créée en juin 1935. Un autre avion est acquis durant l’année : un Caudron Phalène, destiné aux baptêmes de l’air et à la propagande aérienne.
Cette même année, le 16 avril 1935, le terrain est acheté par la ville de Château-Thierry dans le cadre d’une convention avec l’État et devient un aérodrome public. Il faudra attendre le 27 mai 1939 pour que l’Aéroclub de Château-Thierry, à l’origine de la création de l'aérodrome, devienne officiellement exploitant par délibération du Conseil municipal de la ville.
En avril 1940, le terrain est réquisitionné. Après l’invasion de mai-juin 1940, le terrain est occupé par une formation de Junkers Ju 87 Stukas. Pendant 5 ans, toute activité aéronautique est suspendue, et il faudra attendre la libération et l’après-guerre pour que l’aéroclub reprenne ses activités.
Depuis, l’aérodrome de Château-Thierry connait une activité variée et plusieurs usagers sont venus s’installer sur la plateforme.
Depuis le 16 juin 2012, à la suite d'une démarche volontariste de l'exploitant, l'aérodrome est ouvert à la Circulation Aérienne Publique.

## Installations
L’aérodrome dispose d’une piste en herbe orientée sud-nord (03/21), longue de 930 mètres et large de 50.
L’aérodrome n’est pas contrôlé. Les communications s’effectuent en auto-information sur la fréquence de 120,380 MHz (fréquence partagée avec l’aérodrome de Soissons - Courmelles).
S’y ajoutent :
- une aire de stationnement ;
- des hangars ;
- une station d’avitaillement en carburant (100LL) et en lubrifiant[3]. Depuis le 26 août 2017, la station carburant est fermée et il n'est plus possible d'avitailler (Cf NOTAM).

## Activités

### Loisirs et tourisme
Toutes les activités aéronautiques y sont autorisées et pratiquées. Il dispose d’un axe de voltige à la verticale de la piste, et d’un second axe à quelques minutes à l’ouest.
- Club ULM Castel'Oie. Club de propriétaires privés d’ULM de toutes catégories (pendulaires, multiaxes, autogyres) ;
- L’Association de Voltige Aérienne de Château-Thierry (AVACH). Association consacrée à la voltige aérienne.

### Sociétés implantées
- Fly-in-Paris. École de pilotage d’ULM qui propose aussi des excursions au-dessus de la région parisienne ;
- Fly Aéro. Importateur français des autogyres Autogyro ;
- Air Champagne. Société spécialisée dans l’épandage agricole par hélicoptère (produits phytosanitaires), essentiellement à destination des viticulteurs du vignoble champenois qui s'est convertie en centre de formation ULM Classe 6 (hélicoptères légers) qui propose aussi des vols découvertes et d'initiation. Ils font aussi de la vente de matériel et montage de kit hélicoptères.
- Chemel Engines. Motoriste aéronautique (toutes marques).